# Valborg Ljungberg
Valborg Elisabet Ljungberg, (gift Nilsson), född 4 juli 1885 i Domkyrkoförsamlingen i Göteborg, död 9 maj 1964 i Västerleds församling i Stockholm, var en svensk skådespelare och modist. Hon var från 1918 gift med skådespelaren Gustaf Nilsson (1876–1926).
Ljungberg medverkade först i Kristallsalongens balett på Djurgården i Stockholm. Hon hade senare engagemang i flera turnerande teatersällskap, bland andra Axel Lindblads operettsällskap 1907–1908, samt på Hippodromteatern i Malmö, där hon även arbetade som sufflör. Hon är gravsatt på Skogskyrkogården i Stockholm.

## Filmografi
- 1910 – Regina von Emmeritz och Konung Gustaf II Adolf
- 1910 – Emigranten
- 1945 – Den glade skräddaren
- 1947 – Jens Månsson i Amerika